# Thesium litoreum
Thesium litoreum är en sandelträdsväxtart som beskrevs av J.P.M. Brenan. Thesium litoreum ingår i släktet spindelörter, och familjen sandelträdsväxter. Inga underarter finns listade i Catalogue of Life.